# 2012年5月澳門電訊網絡故障事件
澳門電訊於2012年5月發生電訊網絡故障事件。在5月14日當地時間晚上，由於澳門電訊的“無線網絡控制器”發生故障，影響使用其網絡客戶的通訊服務超過“兩小時”。此事發生約九十八日之前，澳門電訊於同年2月6日曾發生“IP核心網絡”的故障事件影響使用其網絡客戶的通訊服務及澳門互聯網服務達“六小時”，該公司也被電信管理局罰款18萬元。兩起事件的發生使得澳門電訊備受議論。

## 事件經過
澳門電訊網絡系統一名技術人員於2012年5月14日晚上錯誤地輸入指令而導致其中一個無線網絡控制器重啟，因而令無線網絡互相爭奪資源而導致該網絡約於晚上8時45分起開始「網絡大塞車」情況，在澳門半島多個區域使用其網絡3G制式的手提電話受到網絡故障影響無法撥打和接收電話外，部分使用其網絡的3G制式的手提電話更無法接收網絡信號。
儘管澳門電訊是專營澳門固網服務的營運商，但澳門數碼通、3澳門以及中國電信三間流動電話服務供應商均表示未有受到事件影響；電信管理局在事後表示在接獲澳門電訊的故障通報後即時啟動突發事件處理機制，並責成有關網絡服務供應商全力搶修。經過該網絡服務供應商的維修後，電信管理局表示有關服務於晚上10時20分開始恢復，而澳門電訊最終於當晚約11時表示已全面恢復正常服務，令事件影響約兩小時一刻。

## 事後跟進
澳門電訊在完全恢復正常服務後透過facebook表示於事件發生後一小時向澳門政府部門及傳媒通報事件；除了表示受事件影響的客戶在最高峰時約有50%外，並向受影響的客戶表示歉意。另一方面，澳門電訊於事件發生後翌日在澳門報章刊登道歉啟事。
澳門運輸工務司司長劉仕堯在事件發生後翌日下午會見澳門電訊行政總裁潘福禧等高層以表達當局非常關注澳門電訊在短時期內再次出現網絡故障，並要求作全面檢測設施以防止再生故障及確保有關服務穩定性；他也要求電信管理局需要加大監察力度以及主動與各營運商溝通協調的工作。同日，澳門電訊行政總裁潘福禧於澳門電訊大樓召開記者會時交待故障原因外，他強調任何故障事件「一次都會覺得多」並不希望出現第三次，但他無法保證；但他重申是次故障跟上次故障並無任何關連。

## 事件處理
11月23日，電信管理局完成澳門電訊第2次網絡事故調查，決定科處罰款18萬元，現正等待澳門電訊回覆。電信管理局局長陶永強指出，當局發現事故涉及人員操作錯失，在平常的維修服務中按錯1個重要指令，導致無線網絡控制器重新啓動，引發網絡擠塞，需要更長時間恢復。電信局估計事故中約有3.5萬用戶受影響。陶永強稱，局方已向澳門電訊提出包括工作流程、管理和設備的多項改善建議，未來亦會繼續跟進，希望澳門電訊短期內改善至可接受的程度，避免日後出現更多因人為錯失出現網絡事故影響。
澳門電訊發出新聞稿表示，已經接獲電信管理局通知因5月14日部分流動通訊服務出現故障被處罰，澳門電訊正了解罰則條文，不作回應。另外，對於電信管理局決定延長2G流動電話服務至2015年6月，澳門電訊認為回應了社會訴求，他們除了會繼續維持2G網絡穩定性及服務質素，亦投放資源進一步優化和完善3G網絡的服務質素，鼓勵2G客戶過渡至3G服務。

## 爭議
澳門電訊在故障事件後表示受影響的客戶在最高峰時約有50%，以該電訊網絡服務供應商超過600,000個用戶計算，應有涉及300,000個用戶；惟澳門電訊行政總裁潘福禧在記者會時表示受影響之客戶約有17,000個客戶。

## 事件表態

### 澳門政府官員
電信管理局局長陶永強表示澳門電訊在故障後一小時方向各方面通報的時間與規定的20分鐘內通報實在過久，他也質疑該電訊商所述的故障原因是因技術人員錯誤地輸入指而導致網絡癱瘓。

### 議員
有澳門立法會議員均指責澳門電訊網絡的穩定性、可信度及其隱患外；李從正及梁安琪均認為當局有需要成立一個由專業及社會人士監督電訊管理工作的委員會外，也需要設立一套完善的通報機制；後者更表示故障事件影響澳門社會的公共安全。吳在權表示不管影響時間及範圍如何，都是無法接受，他也促請當局查找原因以及作出全面檢討；而區錦新則表示有關網絡服務供應商有否從事件中吸取教訓，並應加強服務的穩定性。

### 團體組織
澳門公用事業關注協會副理事長陳永源認表是次事件顯露出澳門電訊通訊網絡存在缺陷，他並促請當局嚴格執行賞罰制度以起阻嚇之效；而澳門街坊總會副理事長兼社會事務委員會主任何仲傳責備電信管理局及澳門電訊未有吸取上一次網絡故障的教訓，並質疑澳門電訊的營運能力是否達標。澳門工會聯合總會民政民生關注組則希望澳門電訊自聘專業及獨立的機構對該網絡進行審核並促請當局制訂清晰的通報機制。群力智庫常務理事雷民強表示電訊商未有作出任何賠償而有欠缺歉意。

### 學者及輿論
澳門大學電機及電腦工程系教授譚錦榮表示事故屬於嚴重事件，並建議當局設立網絡質量研究單位作為培訓和支援澳門電訊網絡技術，以確保網絡服務穩定性。面對上一次網絡故障發生後不足100日又一次發生網絡故障，有澳門居民表示不能接受並要求當局對澳門電訊作出嚴肅處理外，並質疑澳門電訊市場能否於同年7月起全城只使用3G制式。

## 資料來源
1. 1 2 3 4  . 澳門日報. 2012-05-16: B05 （中文（繁體））.
2. 1 2 3 4  . 華僑報. 2012-05-15: 14 （中文（繁體））.
3. 1 2  . 澳門日報. 2012-05-15: A02 （中文（繁體））.
4. ↑  . 澳門政府新聞局. 2012-05-15 （中文（繁體））.
5. ↑  . 澳門政府新聞局. 2012-05-15 （中文（繁體））.
6. ↑  . 正報. 2012-05-16: P04 （中文（繁體））.
7. ↑  . 澳門電台. 2012-11-23  [2012-11-23]. （原始内容存档于2016-03-05）.
8. ↑  . 澳門電台. 2012-11-23  [2012-11-23]. （原始内容存档于2016-03-05）.
9. ↑  . 市民日報. 2012-05-17: P01 （中文（繁體））.
10. 1 2  . 澳門日報. 2012-05-15: A02 （中文（繁體））.
11. ↑  . 市民日報. 2012-05-25: P04 （中文（繁體））.
12. ↑  . 澳門日報. 2012-05-24: B07 （中文（繁體））.
13. ↑  . 市民日報. 2012-05-16: P04 （中文（繁體））.
14. ↑  . 濠江日報. 2012-05-16: B01 （中文（繁體））.
15. ↑  . 市民日報. 2012-05-17: P01 （中文（繁體））.
16. ↑  . 澳門日報. 2012-06-02: A03 （中文（繁體））.
17. ↑  . 澳門日報. 2012-05-17: A03 （中文（繁體））.
18. ↑  . 正報. 2012-05-15: P01 （中文（繁體））.
19. ↑  . 澳門日報. 2012-05-15: A02 （中文（繁體））.